# Belle Derks
Belle Derks (Voorburg, 16 mei 1979) is een Nederlandse hoogleraar en psycholoog.

## Levensloop
Derks studeerde aan de Universiteit Leiden Sociale en Organisatiepsychologie. In 2001 behaalde ze haar master (cum laude). In 2007 promoveerde ze op een dissertatie met de titel Social Identity Threat and Performance Motivation: The Interplay between Ingroup and Outgroup Domain. Ze vervolgde haar carrière in de wetenschappen en kreeg een aanstelling als universitair docent in Leiden. In 2015 werd Derks benoemd tot hoogleraar Sociale en Organisatiepsychologie aan de Universiteit Utrecht. Sinds maart 2016 is zij lid van De Jonge Akademie. Van 2018 tot 2020 was zij daar voorzitter van.
Als wetenschapper is Derks gespecialiseerd in sociale ongelijkheid, waaronder gender(on)gelijkheid. Zo kwam Derks op basis van onderzoek tot de conclusie dat vrouwen in topposities ("queen bees") juist vijandiger ten opzichte van andere vrouwen staan in plaats van hen te helpen hogerop te komen. De topvrouwen komen op voor hun eigen positie en niet voor die van hun sekse.
Vanaf 2016 spitste haar onderzoek zich toe op seksestereotyperingen. Zij heeft geconstateerd dat negatieve stereotypering van vrouwen de onderlinge solidariteit tussen vrouwen kan ondermijnen. Succesvolle vrouwen hebben zich vaak aangepast aan stereotiepe mannelijk eigenschappen, samenhangend met leiderschap. Sommige vrouwen zetten zich daarmee af tegen andere vrouwen, die dat niet gedaan hebben. Het is immers hen wel gelukt een toppositie te bereiken, dus waarom zou het andere vrouwen dan niet lukken? Zij stelt ook dat zodra er meer evenwicht is in een organisatie tussen vrouwen en mannen, het effect van seksestereotypering minder wordt.
Samen met minister van Onderwijs, Cultuur en Sport Jet Bussemaker maakte zij zich in 2017 sterk voor de benoeming van 100 vrouwelijke hoogleraren binnen een jaar. Bussemaker legde dat als quotum op aan de universiteiten en haar ministerie ruimde vijf miljoen euro in hiervoor.

## Persoonlijk
Derks is getrouwd en heeft twee kinderen.